# V-League 2017/18 (Südkorea)
Die V-League 2017/18 war die 14. Spielzeit der Profi-Volleyballliga Südkoreas. Die Saison begann am 18. November 2017 und endete am 30. März 2018 mit den Meisterschaftsfinale. Titelverteidiger war Cheonan Hyundai Capital Skywalkers.

## Teilnehmende Mannschaften
| Verein                             | Ort       | Halle                | Kapazität |
| ---------------------------------- | --------- | -------------------- | --------- |
| Ansan OK Savings Bank Rush & Cash  | Ansan     | Sangnoksu-Arena      | 2.285     |
| Cheonan Hyundai Capital Skywalkers | Cheonan   | Yu-Kwan-sun-Arena    | 5.482     |
| Daejeon Samsung Fire Bluefangs     | Daejeon   | Chungmu-Arena        | 6.000     |
| Uijeongbu KB Insurance Stars       | Uijeongbu | Uijeongbu-Sporthalle | 6.240     |
| Incheon Korean Air Jumbos          | Incheon   | Gyeyang-Arena        | 4.270     |
| Seoul Woori Card Wibee             | Seoul     | Jangchung-Sporthalle | 4.618     |
| Suwon KEPCO Vixtorm                | Suwon     | Suwon-Arena          | 5.145     |

## Saison

### Hauptrunde
Die Männer-V-League setzte sich in der Saison 2017/18 aus sieben Mannschaften zusammen, die zunächst in drei Hin- und drei Rückrunden gegeneinander antraten.

### Tabelle
In der V-League gilt für den Spielbetrieb folgende Punkteregel: Für einen 3:0- oder einen 3:1-Sieg gibt es drei Punkte, für einen 3:2-Sieg zwei Punkte, für eine 2:3-Niederlage einen Punkt und für eine 1:3- oder 0:3-Niederlage keinen Punkt. Bei Punktgleichheit entscheidet zunächst die Anzahl der gewonnenen Spiele, dann der Satzquotient (Divisionsverfahren) und schließlich der Ballpunktquotient (Divisionsverfahren).
|                            | Verein                                 | Anz. Spiele | Punkte | Gew. Spiele | Verl. Spiele | Sätze | Bälle |
| -------------------------- | -------------------------------------- | ----------- | ------ | ----------- | ------------ | ----- | ----- |
| 1.                         | Cheonan Hyundai Capital Skywalkers (M) | 36          | 70     | 22          | 14           | 80:54 | 0:0   |
| 2.                         | Daejeon Samsung Fire Bluefangs         | 36          | 61     | 22          | 14           | 81:66 | 0:0   |
| 3.                         | Incheon Korean Air Jumbos              | 36          | 61     | 22          | 14           | 77:66 | 0:0   |
| 4.                         | Uijeongbu KB Insurance Stars           | 36          | 54     | 19          | 17           | 73:72 | 0:0   |
| 5.                         | Suwon KEPCO Vixtorm (P)                | 36          | 54     | 17          | 19           | 67:70 | 0:0   |
| 6.                         | Seoul Woori Card Wibee                 | 36          | 46     | 14          | 22           | 65:76 | 0:0   |
| 7.                         | Ansan OK Savings Bank Rush & Cash      | 36          | 32     | 10          | 26           | 51:90 | 0:0   |
| Stand: Ende der Hauptrunde |                                        |             |        |             |              |       |       |

|     | Meisterschafts-Finalteilnehmer     |
|     | Meisterschafts-Halbfinalteilnehmer |
| (M) | Südkoreanischer Meister 2016/17    |
| (P) | KOVO-Pokal-Sieger 2017             |

### Meisterschaftsrunde
An den Meisterschaftsspielen nahmen die besten drei Mannschaften der Hauptrunde teil. Zuerst spielte der Zweit- gegen den Drittplatzierten, und der Gewinner traf im Finale auf den Erstplatzierten der Hauptrunde. Im Finalspiel wurde schließlich die Meisterschaft ausgespielt.

### Halbfinale
| Datum              | Team 1                         | Team 2                    | Ergebnis            |
| ------------------ | ------------------------------ | ------------------------- | ------------------- |
| 18./20./22.03.2018 | Daejeon Samsung Fire Bluefangs | Incheon Korean Air Jumbos | 1:2 (3:1, 1:3, 1:3) |

### Finale
| Datum                  | Team 1                             | Team 2                    | Ergebnis                 |
| ---------------------- | ---------------------------------- | ------------------------- | ------------------------ |
| 24./26./28./30.03.2018 | Cheonan Hyundai Capital Skywalkers | Incheon Korean Air Jumbos | 1:3 (3:2, 0:3, 0:3; 0:3) |